# In perfetta solitudine
In perfetta solitudine è un album del gruppo musicale italiano Diaframma, pubblicato nel 1990 e prodotto da Vince Tempera.

## Tracce
1. In perfetta solitudine – 3:41
2. Vai – 2:51
3. Io amo lei – 4:11
4. Beato me – 3:12
5. I giovani – 2:37
6. Brutto orso – 4:52
7. Il portiere – 3:02
8. Diamante grezzo – 4:59
9. Irriconoscente – 3:47
10. Trecento balene – 3:12
11. Grande o infinito – 3:27
12. Io ho freddo adesso – 2:31
13. Verde – 4:06

## Formazione
- Federico Fiumani - voce, chitarra
- Massimo Bandinelli - basso
- Fabio Provazza - batteria